# Sex Appeal (filme)
Sex Appeal é um filme americano de comédia sexual adolescente dirigido por Talia Osteen em sua estreia na direção de longas-metragens, a partir de um roteiro de Tate Hanyok. O filme é estrelado por Mika Abdalla, Jake Short, Margaret Cho, Paris Jackson e Fortune Feimster.

## Enredo
Avery Hansen-White evita fazer coisas nas quais não é excelente. Então, quando seu namorado de longa distância parece querer levar o relacionamento deles para o próximo nível na próxima conferência STEM ("baile de formatura nerd"), ela resolve dominar sua sexualidade. Avery começa a estudar a mecânica do amor e percebe que os relacionamentos envolvem menos ciência e mais coração.

## Elenco
- Mika Abdalla como Avery
- Jake Short como Larson
- Margaret Cho como Ma Deb
- Paris Jackson como Danica McCollum
- Fortune Feimster como Mama Suze
- Rebecca Henderson como Ma Kim
- Mason Versaw como Casper
- Artemis Pebdani como Srta. Carlson
- Tate Hanyok como Srta. Russell
- Daniela Nieves como Lyssa
- Joshua Colley como Tristan

## Produção
Em março de 2021, foi revelado que a American High estava desenvolvendo uma comédia adolescente para o Hulu chamada Sex Appeal, com Mika Abdalla e Jake Short definidos para estrelarem o filme. No mesmo mês, foi relatado que Talia Osteen dirigiria o filme em sua estreia na direção para o Hulu, enquanto Tate Hanyok serviria como roteirista e uma dos produtores executivos. Em abril de 2021, Margaret Cho, Paris Jackson, Rebecca Henderson e Skai Jackson foram anunciadas para estrelar o filme.

## Lançamento
O filme foi lançado em 14 de janeiro de 2022 no Hulu. Internacionalmente, o filme ficou disponível no Disney+ sob o hub de streaming Star a partir de 8 de abril de 2022. Na América Latina, o filme foi lançado como um original Star+ em 18 de março de 2022.

## Recepção
No site agregador de críticas Rotten Tomatoes, 55% das 20 críticas dos críticos são positivas, com uma classificação média de 5,90/10.